# Пар (Эна)
Пар (фр. Paars) — коммуна во Франции, находится в регионе Пикардия. Департамент коммуны — Эна. Входит в состав кантона Фер-ан-Тарденуа. Округ коммуны — Суасон.
Код INSEE коммуны — 02581.

## Население
Население коммуны на 2010 год составляло 284 человека.
| 1962 | 1968 | 1975 | 1982 | 1990 | 1999 | 2010 |
| ---- | ---- | ---- | ---- | ---- | ---- | ---- |
| 211  | 225  | 213  | 192  | 180  | 210  | 284  |

## Экономика
В 2010 году среди 192 человек трудоспособного возраста (15—64 лет) 137 были экономически активными, 55 — неактивными (показатель активности — 71,4 %, в 1999 году было 66,9 %). Из 137 активных жителей работали 124 человека (71 мужчина и 53 женщины), безработных было 13 (6 мужчин и 7 женщин). Среди 55 неактивных 17 человек были учениками или студентами, 22 — пенсионерами, 16 были неактивными по другим причинам.